# Utsunomiya PEAKS
L' Utsunomiya PEAKS (宇都宮大手地区再開発) est un gratte-ciel construit de 2016 à 2019 à Utsunomiya au nord de Tokyo .
Il mesure 108 mètres de hauteur sur 31 étages et abrite des logements.
C'est le plus haut immeuble et l'unique gratte-ciel d'Utsunomiya.
L' architecte est le Research Institute of Architecture .